# Cristina Bjørnsdatter
Cristina Bjørnsdatter (fallecida en 1160). Noble danesa, reina de Suecia, esposa del rey Erico el Santo. Según una saga medieval, la Knytlingasagan, era la hija de Bjørn Jernside, nieto a su vez de Erico I de Dinamarca. Su madre era Catalina, hija del rey Inge I de Suecia.
Probablemente la ascendencia real sueca de Cristina fuera uno de los argumentos para que Erico el Santo ascendiera al trono de Suecia en 1156. Casi nada se sabe de la vida de la reina, excepto que mantuvo una enemistad con el recién consagrado Convento de Varnhem.
Tuvo cuatro hijos:
1. Canuto (fallecido en 1195 o 1196). Rey de Suecia.
2. Felipe
3. Catalina
4. Margarita (fallecida en 1209). Reina de Noruega, esposa de Sverre I.